# Asura chrypsilon
Asura chrypsilon är en fjärilsart som beskrevs av Semper 1899. Asura chrypsilon ingår i släktet Asura och familjen björnspinnare. Inga underarter finns listade i Catalogue of Life.